# 인천 계양구의 국회의원

## 행정구역 변천
- 1995년 3월 1일 인천광역시 북구(부평구) 효성동·계산동·작전동·서운동·임학동·용종동·병방동·방축동·장기동·갈현동·오류동·둑실동·목상동·다남동·선주지동·이화동·상야동·하야동·평동·귤현동·동양동·박촌동·노오지동에 인천광역시 계양구 설치

## 인천계양구의 역대 국회의원 일람
| 대수   | 이름           | 소속정당              | 임기                              | 선거구역                                                                                                |
| ------ | -------------- | --------------------- | --------------------------------- | --- |
| 제15대 | 이기문(李基文) | 새정치국민회의        | 당선 무효                         | 계양구·강화군 갑: 계양구 효성1동 효성2동 계산1동 계산2동 계산3동 작전1동 작전2동 작전3동 서운동 계양2동 |
| 제15대 | 안상수(安相洙) | 한나라당              | 1999년 6월 4일 - 2000년 5월 29일  | 계양구·강화군 갑: 계양구 효성1동 효성2동 계산1동 계산2동 계산3동 작전1동 작전2동 작전3동 서운동 계양2동 |
| 제15대 | 이경재(李敬在) | 신한국당              | 1996년 5월 30일 - 2000년 5월 29일 | 계양구·강화군 을: 계양구 계양1동, 강화군 일원                                                           |
| 제16대 | 송영길(宋永吉) | 새천년민주당          | 2000년 5월 30일 - 2004년 5월 29일 | 계양구 일원                                                                                             |
| 제17대 | 신학용(辛鶴用) | 열린우리당            | 2004년 5월 30일 - 2008년 5월 29일 | 계양구 갑: 효성1동 효성2동 작전1동 작전2동 작전서운동                                                   |
| 제17대 | 송영길(宋永吉) | 열린우리당            | 2004년 5월 30일 - 2008년 5월 29일 | 계양구 을: 계산1동 계산2동 계산3동 계산4동 계양1동 계양2동                                              |
| 제18대 | 신학용(辛鶴用) | 통합민주당            | 2008년 5월 30일 - 2012년 5월 29일 | 계양구 갑: 효성1동 효성2동 작전1동 작전2동 작전서운동                                                   |
| 제18대 | 송영길(宋永吉) | 통합민주당            | 2008년 5월 30일 - 2010년 4월 26일 | 계양구 을: 계산1동 계산2동 계산3동 계산4동 계양1동 계양2동                                              |
| 제18대 | 이상권(李商權) | 한나라당              | 2010년 7월 29일 - 2012년 5월 29일 | 계양구 을: 계산1동 계산2동 계산3동 계산4동 계양1동 계양2동                                              |
| 제19대 | 신학용(辛鶴用) | 민주통합당            | 2012년 5월 30일 - 2016년 5월 29일 | 계양구 갑: 효성1동 효성2동 작전1동 작전2동 작전서운동                                                   |
| 제19대 | 최원식(崔元植) | 민주통합당            | 2012년 5월 30일 - 2016년 5월 29일 | 계양구 을: 계산1동 계산2동 계산3동 계산4동 계양1동 계양2동                                              |
| 제20대 | 유동수(柳東秀) | 더불어민주당          | 2016년 5월 30일 - 2020년 5월 29일 | 계양구 갑: 효성1동 효성2동 작전1동 작전2동 작전서운동                                                   |
| 제20대 | 송영길(宋永吉) | 더불어민주당          | 2016년 5월 30일 - 2020년 5월 29일 | 계양구 을: 계산1동 계산2동 계산3동 계산4동 계양1동 계양2동                                              |
| 제21대 | 유동수(柳東秀) | 더불어민주당          | 2020년 5월 30일 - 2024년 5월 29일 | 계양구 갑: 효성1동 효성2동 작전1동 작전2동 작전서운동                                                   |
| 제21대 | 송영길(宋永吉) | 더불어민주당          | 2020년 5월 30일 - 2022년 4월 29일 | 계양구 을: 계산1동 계산2동 계산3동 계산4동 계양1동 계양2동                                              |
| 제21대 | 이재명(李在明) | 더불어민주당          | 2022년 6월 2일 - 2024년 5월 29일  | 계양구 을: 계산1동 계산2동 계산3동 계산4동 계양1동 계양2동                                              |
| 제22대 | 유동수(柳東秀) | 더불어민주당          | 2024년 5월 30일 - 현재            | 계양구 갑: 효성1동 효성2동 작전1동 작전2동 작전서운동                                                   |
| 제22대 | 이재명(李在明) | 더불어민주당          | 2024년 5월 30일 - 2025년 6월 4일  | 계양구 을: 계산2동, 계산4동, 작전서운동, 계양1동, 계양2동, 계양3동                                      |
| 제22대 |                | 2026년 6월 4일 - 현재 |                                   | 계양구 을: 계산2동, 계산4동, 작전서운동, 계양1동, 계양2동, 계양3동                                      |

## 같이 보기
- 인천 북구의 국회의원
- 인천 부평구의 국회의원
- 인천 서구의 국회의원
- 강화군의 국회의원
- 김포시의 국회의원
- 부천시의 국회의원
- 서울 강서구의 국회의원
- 서울 양천구의 국회의원
- 서울 구로구의 국회의원
- 북구 을 (인천)
- 계양구·강화군 갑
- 계양구·강화군 을
- 계양구 (선거구)
- 계양구 갑
- 계양구 을